# (9662) Frankhubbard
(9662) Frankhubbard (1996 GS) – planetoida z pasa głównego asteroid okrążająca Słońce w ciągu 4,61 lat w średniej odległości 2,77 j.a. Odkryta 12 kwietnia 1996 roku.